# Illinois (Album)
Illinois, Alternativtitel: Sufjan Stevens Invites You To: Come On Feel the Illinoise und Illinoise, ist das fünfte Studioalbum des US-amerikanischen Songwriters und Multiinstrumentalisten Sufjan Stevens. Es erschien im Juli 2005 über das Indie-Label Asthmatic Kitty Records und in Europa über Rough Trade Records.

## Hintergrund
Das Album wurde zwischen Ende 2004 und Januar 2005 im Raum New York, darunter in Stevens’ Heimstudio in Brooklyn, eingespielt.
Nach Greetings from Michigan von 2003 war Illinois bereits Stevens’ zweites nach einem US-amerikanischen Bundesstaat benanntes Konzeptalbum. Stevens selbst schürte Gerüchte, dass ein Zyklus für alle 50 Bundesstaaten geplant sei, erklärte aber 2009 in einem Interview, dass es sich eher um einen Marketing-Gag handelte.
Rechtliche Probleme gab es wegen des Albumcovers. Die ursprüngliche Version enthielt eine Abbildung von Superman vor der Skyline Chicagos. Dieser wurde wegen der Urheberrechtsproblematik zunächst mit einem Sticker mit Luftballons überklebt, später wurden die Ballons fest ins Artwork integriert. Das Artwork stammt von Divya Srinivasan.

## Besetzung
- Sufjan Stevens – Gesang, Akustische Gitarre, Elektrische Gitarre, Piano, Orgel, Wurlitzer Electric Piano, Bass, Schlagzeug, Oboe, Altsaxophon Saxophon, Flöte, Banjo, Glockenspiel, Akkordeon, Vibraphone, Blockflöte, Casiotone MT-70, Glockenstab, Schüttelrohr, Tamburin, Triangel, E-Orgel
- Julianne Carney – Violine
- Marla Hansen – Bratsche
- The Illinoisemaker Choir
  - Tom Eaton – Begleitgesang
  - Jennifer Hoover – Begleitgesang
  - Katrina Kerns – Begleitgesang
  - Beccy Lock – Begleitgesang
  - Tara McDonnell – Begleitgesang
- Maria Bella Jeffers – Cello
- James McAlister – Schlagzeug
- Craig Montoro – Trompete
- Rob Moose – Violine
- Matt Morgan – Begleitgesang
- Daniel Smith – Begleitgesang
- Elin Smith – Begleitgesang
- Shara Worden – Begleitgesang

## Titelliste
Alle Songs stammen aus der Feder von Sufjan Stevens.
Seite 1
1. Concerning The UFO Sighting Near Highland, Illinois – 2:08
2. The Black Hawk War, Or, How To Demolish An Entire Civilization And Still Feel Good About Yourself In The Morning, Or, We Apologize For The Inconvenience But You’re Going To Have To Leave Now, Or, “I Have Fought The Big Knives And Will Continue To Fight Them Until They Are Off Our Lands!” – 2:14
3. Come On! Feel the Illinoise! – 6:45
4. John Wayne Gacy, Jr. – 3:19
5. Jacksonville – 5:24
6. A Short Reprise for Mary Todd, Who Went Insane, But for Very Good Reasons – 0:47
Seite 2
7. Decatur, or, Round of Applause for Your Step Mother! – 3:03
8. One Last ’Woo-hoo’ for the Pullman – 0:06
9. Chicago – 6:04
10. Casimir Pulaski Day – 5:53
11. To the Workers of the Rockford River Valley Region, I Have an Idea Concerning Your Predicament – 1:40
Seite 3
12. The Man of Metropolis Steals Our Hearts – 6:17
13. Prarie Fire That Wanders About – 2:11
14. A Conjunction of Drones Simulating the Way in Which Sufjan Stevens Has an Existential Crisis in the Great Godfrey Maze – 0:19
15. The Predatory Wasp of the Palisades Is Out to Get Us! – 5:23
16. They Are Night Zombies!! They Are Neighbors!! They Are Neighbors!! They Have Come Back from the Dead!! Ahhhh! – 5:09
17. Let’s Hear That String Part Again, Because I Don’t Think They Heard It All the Way Out in Bushnell – 0:40
18. In This Temple As in the Hearts of Man for Whom He Saved the Earth – 0:35
Seite 4
19. The Seer’s Tower – 3:53
20. The Tallest Man, the Broadest Shoulders – 7:02
21. Riffs and Variations on a Single Note for Jelly Roll, Earl Hines, Louis Armstrong, Baby Dodds, and the King of Swing, to Name a Few – 0:46
22. Out of Egypt, into the Great Laugh of Mankind, and I Shake the Dirt from My Sandals As I Run – 4:21

## Rezeption
Das Konzeptalbum wurde positiv aufgenommen und fand noch Jahre später in Bestenlisten Beachtung. Die Musikzeitschrift Rolling Stone wählte Illinois auf Platz 78 der 100 besten Alben der 2000er Jahre. Der New Musical Express führt es auf Platz 17 der 100 besten Alben des Jahrzehnts und darüber hinaus auf Platz 138 der 500 besten Alben aller Zeiten. In der Auswahl der 200 besten Alben der 2000er von Pitchfork Media belegt es Platz 16. Das Album wurde in die 1001 Albums You Must Hear Before You Die aufgenommen.
Das Album gewann den New Pantheon Award.
Der Metascore des Albums beträgt 90 von 100 möglichen Punkten, womit es auf der Website Metacritic das höchstbewertete Album des Jahres 2005 ist.
Der Song Chicago wurde im Jahr 2006 für den preisgekrönten Film Little Miss Sunshine verwendet.